# Carol Lavell
Carol Elizabeth Cadwgan Lavell (Newport, 8 de abril de 1943-Fairview, 27 de marzo de 2023) fue una jinete estadounidense que compitió en la modalidad de doma.
Participó en los Juegos Olímpicos de Barcelona 1992, obteniendo una medalla de bronce en la prueba por equipos (junto con Robert Dover, Charlotte Bredahl y Michael Poulin).
Ganó una medalla de bronce en el Campeonato Mundial de Doma de 1994 y dos medallas en los Juegos Panamericanos, en los años 1987 y 2003.

## Palmarés internacional
| Juegos Olímpicos     | Juegos Olímpicos                | Juegos Olímpicos  | Juegos Olímpicos |
| Año                  | Lugar                           | Medalla           | Categoría        |
| -------------------- | ------------------------------- | ----------------- | ---------------- |
| 1992                 | Barcelona (España)              | Medalla de bronce | Por equipos      |
| Campeonato Mundial   |                                 |                   |                  |
| Año                  | Lugar                           | Medalla           | Categoría        |
| 1994                 | La Haya (Países Bajos)          | Medalla de bronce | Por equipos      |
| Juegos Panamericanos |                                 |                   |                  |
| Año                  | Lugar                           | Medalla           | Categoría        |
| 1987                 | Indianápolis (Estados Unidos)   | Medalla de plata  | Por equipos      |
| 2003                 | Santo Domingo (Rep. Dominicana) | Medalla de oro    | Por equipos      |